# Earias smaragdinana
Earias smaragdinana är en fjärilsart som beskrevs av Philipp Christoph Zeller 1852. Earias smaragdinana ingår i släktet Earias och familjen trågspinnare. Inga underarter finns listade i Catalogue of Life.